# Valea Stânii, Călărași
Valea Stânii este un sat în comuna Luica din județul Călărași, Muntenia, România.